# Pontocythere echolsae
Pontocythere echolsae är en kräftdjursart som först beskrevs av Borys Malkin 1953.  Pontocythere echolsae ingår i släktet Pontocythere och familjen Cushmanideidae. Inga underarter finns listade i Catalogue of Life.